# Fonden för inre säkerhet
Fonden för inre säkerhet (engelska: Internal Security Fund, ISF) är en fond inom Europeiska unionen som syftar till att stödja unionens polissamarbete och straffrättsligt samarbete. Fonden inrättades ursprungligen 2014, men reformerades 2021 med hänsyn till den nya fleråriga budgetramen.